# Montealtosuchus
Montealtosuchus é um gênero extinto de crocodyliformes terrestre da família Peirosauridae. Ele viveu no final do período Cretáceo, há entre 72,1 e 68 milhões de anos, na região que hoje é o Brasil. A única espécie conhecida é M. arrudacamposi, descrita em 2007 por Carvalho et al. a partir de um fóssil encontrado na Formação Adamantina da Bacia Bauru.

## Anatomia
O Montealtosuchus tinha cerca de 2 metros de comprimento e era um predador ativo de animais menores, incluindo dinossauros. Ele possuía um crânio mais curto e alto do que os crocodilos modernos, o que é uma característica dos crocodilos primitivos. As articulações do crânio e da mandíbula, por outro lado, tinham mais semelhanças com os crocodilos atuais. Suas pernas e vértebras também indicam que ele era mais terrestre do que seus parentes vivos, usando sua postura semi-ereta para perseguir presas.

## Descoberta
O Montealtosuchus foi descoberto em 2004 na zona rural do município de Monte Alto, no estado de São Paulo. O fóssil consiste em um esqueleto parcial com partes do crânio, da mandíbula, das vértebras e dos membros. Ele foi encontrado na Formação Adamantina, que data do final do Cretáceo e faz parte do Grupo Bauru, uma das principais unidades geológicas do Cretáceo Brasileiro. O gênero recebeu o nome da localidade-tipo em Monte Alto, e a espécie foi batizada em homenagem ao paleontólogo Antônio Celso de Arruda Campos, que contribuiu para o estudo dos crocodiliformes fósseis do Brasil.